# William Prichard
William Ernest Prichard (Ormont-Dessus, 12 ottobre 1897 – Ormont-Dessus, 23 dicembre 1957) è stato un bobbista svizzero.

## Biografia
Vinse una medaglia d'argento ai campionati mondiali del 1930 (tenutisi a Caux-sur-Montreux) nel bob a quattro, per la nazionale svizzera insieme ai suoi connazionali John Schneiter, André Mollen e Jean Mollen
Superarono la nazionale tedesca (medaglia di bronzo), ma vennero battuti da quella italiana (medaglia d'oro).